# Yoto Yotov
Yoto Yotov, né le 22 mai 1969 à Pernik, est un haltérophile bulgare.

## Carrière
Yoto Yotov participe aux Jeux olympiques d'été de 1992 à Barcelone où il remporte la médaille d'argent dans la catégorie des moins de 67,5 kg. Lors des Jeux olympiques d'été de 1996 à Atlanta, il remporte la médaille d'argent dans la catégorie des moins de 76 kg.
Son palmarès aux Championnats du monde d'haltérophilie comprend trois médailles d'or en 1991, 1993 et 1997 et quatre médailles d'argent en 1989, 1990, 1994 et 1995.
Aux Championnats d'Europe d'haltérophilie, il obtient six médailles d'or en 1990, 1991, 1992, 1993, 1994 et 1997 et une médaille d'argent en 1989.